# 지드루나스 일가우스카스
지드루나스 일가우스카스(리투아니아어: Žydrūnas Ilgauskas, 1975년 6월 5일 ~ )는 리투아니아의 은퇴한 농구 선수로 현역 시절의 포지션은 센터이다. 전미 농구 협회(NBA) 리그의 클리블랜드 캐벌리어스와 마이애미 히트에서 활약하였다.